# Tabaluga (Zeichentrickserie)

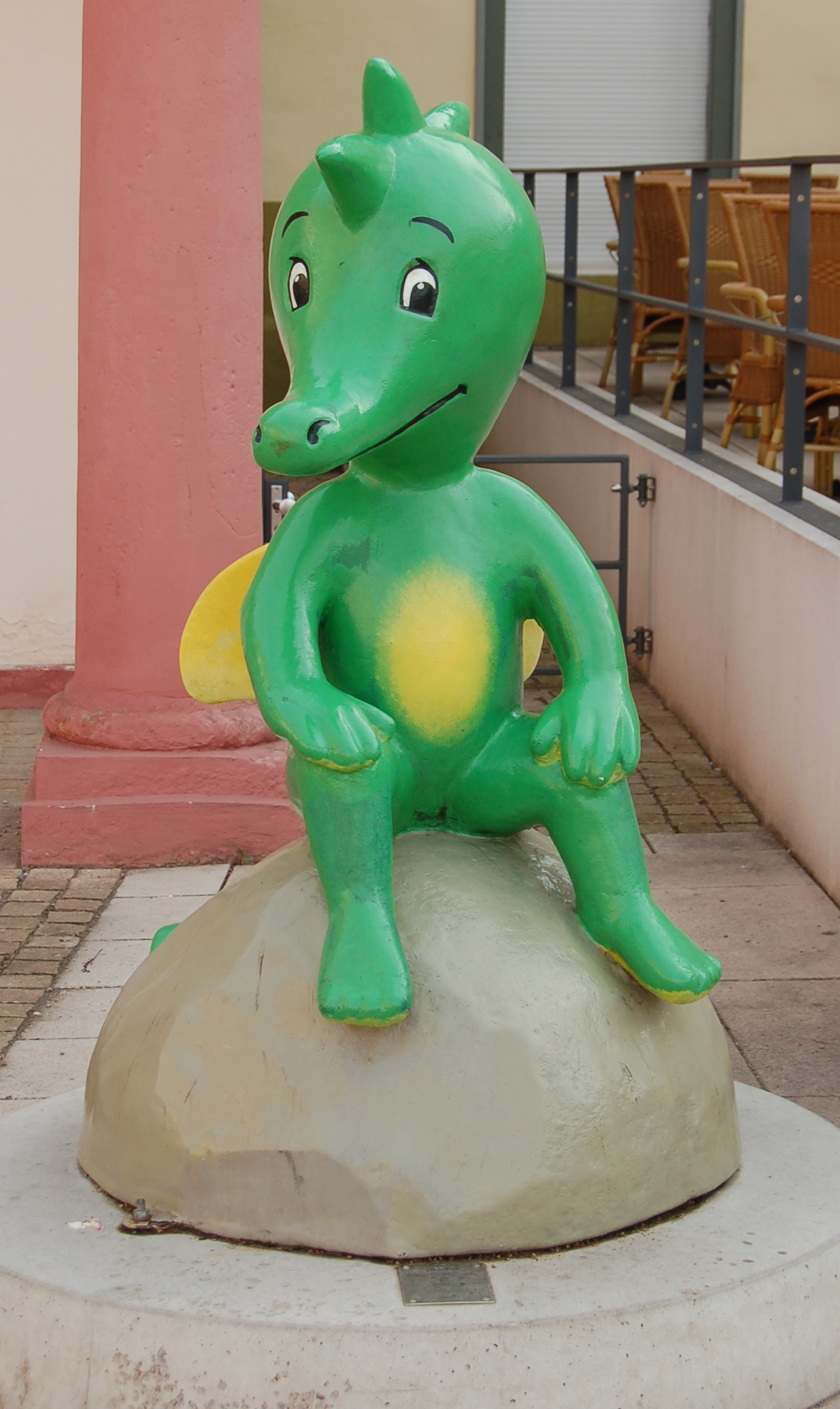
Statue der Figur Tabaluga am Erfurter Hirschgarten

Tabaluga ist eine deutsch-australische Zeichentrickserie um die gleichnamige Figur vom deutschen Rocksänger Peter Maffay, Kinderliedermacher Rolf Zuckowski und dem langjährigen Maffay-Textautor Gregor Rottschalk. Die Serie zeigt die Abenteuer des kleinen grünen Drachen Tabaluga mit seinen Freunden in Grünland. Sein Widersacher ist Schneemann Arktos, der Herrscher der Eiswelt.
Die Yoram Gross Film Studios produzierten 78 Episoden in drei Staffeln, die bei Tabaluga tivi von 1997 bis 2004 gesendet und in über 100 Ländern der Erde erfolgreich ausgestrahlt wurden. Die ersten beiden Staffeln sind von 2000 bis 2004 als Doppelfolge auf DVD erschienen. Diese Folgen waren später auch noch Teil anderen Heimkino-Zusammenstellungen.

## Figuren

### Hauptfiguren
- Tabaluga ist ein kleiner grüner Drache, Herrscher von Grünland und Held der Serie. Er ist sehr naiv und unerfahren, entwickelt sich jedoch zu einem richtigen Helden. Da er ein Drache ist, verträgt er Kälte nicht gut.
- Arktos ist der Hauptantagonist der Serie. Er ist ein lebendiger Schneemann und Herrscher über die Eiswelt. Er versucht stets Tabaluga seines mächtigen Feuers zu berauben, um dann mit seiner Macht über Eis und Schnee auch Grünland einnehmen zu können.
- Humsin ist der zweite Antagonist. Er wurde etwas später eingeführt, als Arktos durch einen Handel mit einem Oktopus vorübergehend gezwungen wurde, nicht mehr feindselig zu sein. Er ist ein lebendiger Sandsturm und träumt davon, Grünland in eine Wüste zu verwandeln.
- Tyrion ist der verstorbene Vater von Tabaluga, der ab und an als Geist (oder im Traum) Tabaluga zur Seite stand und ihm neue Kraft zusprach. Später wird er von Arktos eingefroren und verschwindet aus der Handlung.

### Nebenfiguren
- Nessaja ist eine sehr alte und weise Schildkröte. Sie steht Tabaluga oft mit gutem Rat zur Seite.
- Die Schneehäsin Happy ist Tabalugas beste Freundin und unterstützt ihn in seinem Kampf gegen Arktos.
- Der Maulwurf Digby sowie die Biene Buzz und der Kolibri Ruby sind ebenfalls mit dem kleinen Drachen befreundet.
- Der Uhu Shouhu lebte bei Arktos, um ihn besser zu kontrollieren. Er besitzt eine Kristallkugel, mit der er in die Vergangenheit und Gegenwart schauen kann. Seit der Episode 1.25 (Staffel 1, Episode 25) lebt er in Grünland. Dort wirkt er als eine Art weiser Druide mit vielen Tränken.
- Der Pinguin James ist Arktos’ Butler.
- Der Geier Vultur ist Arktos’ Botschafter und Spion. In der 2. Staffel läuft er zu Humsin über (vor allem da es dort wärmer ist), in der 3. Staffel gehört er wieder zu Arktos, hilft aber den Grünländern, nachdem Tabaluga ihm das Leben gerettet hat.
- Das Chamäleon Kayo ist Humsins listiger Gehilfe. In der dritten Staffel läuft er zu Arktos über. Als dieser ihn aber nicht wirklich respektiert, läuft er zu den Grünländern über.
- In der ersten Staffel der Zeichentrickserie wird immer wieder auf die Tabaluga-Konzeptalben Bezug genommen; diverse Figuren aus den Geschichten tauchen dort auf. So haben beispielsweise die Schlange Bilingua (Tabaluga und das Leuchtende Schweigen) oder die Spinne Tarantula ihre jeweiligen Auftritte im Verlauf dieser Staffel. Besondere Erwähnung findet in Folge 23 die Figur Lilli, die in die sich Tabaluga unsterblich verliebt. Die besagte Folge ist – eingebettet in den Handlungsstrang des Cartoons – ganz der Liebesgeschichte von Tabaluga und Lilli gewidmet.

## Episodenliste

### Staffel 1
| Nr. (ges.) | Nr. (St.) | Originaltitel                 | Erstausstrahlung D |
| ---------- | --------- | ----------------------------- | ------------------ |
| 1          | 01        | Das große Ereignis            | 4. Okt. 1997       |
| 2          | 02        | Freunde fürs Leben            | 11. Okt. 1997      |
| 3          | 03        | Ein ganz heißes Ding          | 18. Okt. 1997      |
| 4          | 04        | Der geheime Verbündete        | 25. Okt. 1997      |
| 5          | 05        | Dunkle Geschäfte              | 1. Nov. 1997       |
| 6          | 06        | Ein Drache zu viel            | 8. Nov. 1997       |
| 7          | 07        | Der bessere gewinnt           | 15. Nov. 1997      |
| 8          | 08        | Ein guter Tausch              | 22. Nov. 1997      |
| 9          | 09        | Mondsüchtig                   | 29. Nov. 1997      |
| 10         | 10        | Drachen weinen nicht          | 6. Dez. 1997       |
| 11         | 11        | Die große Wolke               | 13. Dez. 1997      |
| 12         | 12        | Ein friedlicher Überfall      | 20. Dez. 1997      |
| 13         | 13        | Einer spielt falsch           | 27. Dez. 1997      |
| 14         | 14        | Der verkleidete Dieb          | 3. Jan. 1998       |
| 15         | 15        | Eine versalzene Suppe         | 10. Jan. 1998      |
| 16         | 16        | Ein verhängnisvolles Geschenk | 17. Jan. 1998      |
| 17         | 17        | Eine verpatzte Premiere       | 24. Jan. 1998      |
| 18         | 18        | Eine kernige Angelegenheit    | 31. Jan. 1998      |
| 19         | 19        | Der Baum des Lebens           | 7. Feb. 1998       |
| 20         | 20        | Königin für einen Tag         | 14. Feb. 1998      |
| 21         | 21        | Ein prächtiges Paar           | 21. Feb. 1998      |
| 22         | 22        | Eine feurige Begegnung        | 28. Feb. 1998      |
| 23         | 23        | Tabaluga und Lilli            | 7. März 1998       |
| 24         | 24        | Eine richtige Nervensäge      | 14. März 1998      |
| 25         | 25        | Der Strom der Zeit            | 21. März 1998      |
| 26         | 26        | Schokoladeneis für alle       | 28. März 1998      |

### Staffel 2
| Nr. (ges.) | Nr. (St.) | Originaltitel                   | Erstausstrahlung D |
| ---------- | --------- | ------------------------------- | ------------------ |
| 27         | 01        | Prinz Tabaluga                  | 27. Okt. 2001      |
| 28         | 02        | Humsin                          | 3. Nov. 2001       |
| 29         | 03        | Gefährliches Vertrauen          | 10. Nov. 2001      |
| 30         | 04        | Der große Frost                 | 17. Nov. 2001      |
| 31         | 05        | Die Weissagung                  | 24. Nov. 2001      |
| 32         | 06        | Digby, der Held                 | 1. Dez. 2001       |
| 33         | 07        | Das Kartoffelfest               | 8. Dez. 2001       |
| 34         | 08        | Eine stachlige Bedrohung        | 15. Dez. 2001      |
| 35         | 09        | Grünland unter Wasser           | 22. Dez. 2001      |
| 36         | 10        | Der Zauberlehrling              | 29. Dez. 2001      |
| 37         | 11        | Seltsame Verwandlung            | 5. Jan. 2002       |
| 38         | 12        | Sandflöhe                       | 12. Jan. 2002      |
| 39         | 13        | Der ersehnte Retter             | 19. Jan. 2002      |
| 40         | 14        | Mein Baby                       | 26. Jan. 2002      |
| 41         | 15        | Das Schneemonster               | 2. Feb. 2002       |
| 42         | 16        | Wer ist wer?                    | 9. Feb. 2002       |
| 43         | 17        | Spiel für den Frieden           | 16. Feb. 2002      |
| 44         | 18        | Morris, der Zauberer            | 23. Feb. 2002      |
| 45         | 19        | Die Entführung                  | 2. März 2002       |
| 46         | 20        | Schlaf gut, Humsin              | 9. März 2002       |
| 47         | 21        | König der Lüfte                 | 16. März 2002      |
| 48         | 22        | Der Bulle und die Sonnenblumen  | 23. März 2002      |
| 49         | 23        | Das Rätsel um die Kristallkugel | 30. März 2002      |
| 50         | 24        | Prüfung mit Hindernissen        | 6. Apr. 2002       |
| 51         | 25        | Der verhängnisvolle Sandsturm   | 13. Apr. 2002      |
| 52         | 26        | Kopf oder Zahl                  | 20. Apr. 2002      |

### Staffel 3
| Nr. (ges.) | Nr. (St.) | Originaltitel                | Erstausstrahlung D |
| ---------- | --------- | ---------------------------- | ------------------ |
| 53         | 01        | Das Amulett der Drachen      | 27. Dez. 2003      |
| 54         | 02        | Gefährliche Suche            | 3. Jan. 2004       |
| 55         | 03        | Gruselgeschichten            | 10. Jan. 2004      |
| 56         | 04        | Das Rennen                   | 17. Jan. 2004      |
| 57         | 05        | Das Feuerzeichen             | 24. Jan. 2004      |
| 58         | 06        | Das Wundermittel             | 31. Jan. 2004      |
| 59         | 07        | Arktos, der Gute             | 7. Feb. 2004       |
| 60         | 08        | Der unheimliche Wald         | 14. Feb. 2004      |
| 61         | 09        | Mama Arktos                  | 21. Feb. 2004      |
| 62         | 10        | Das Auge im Himmel           | 28. Feb. 2004      |
| 63         | 11        | Verlorene Erinnerung         | 6. März 2004       |
| 64         | 12        | Narrengold                   | 13. März 2004      |
| 65         | 13        | Wo bleibt der Winter?        | 20. März 2004      |
| 66         | 14        | Wale in Not!                 | 27. März 2004      |
| 67         | 15        | Der eisige Hauch von Arktos  | 3. Apr. 2004       |
| 68         | 16        | Wasser für Nessaia           | 10. Apr. 2004      |
| 69         | 17        | Magische Steine              | 17. Apr. 2004      |
| 70         | 18        | Der Wunschstern              | 24. Apr. 2004      |
| 71         | 19        | Der Maskenball               | 1. Mai 2004        |
| 72         | 20        | Die Eiskammer                | 8. Mai 2004        |
| 73         | 21        | Auf die Plätze, fertig, los! | 15. Mai 2004       |
| 74         | 22        | Digbys Versprechen           | 22. Mai 2004       |
| 75         | 23        | Freund oder Feind            | 29. Mai 2004       |
| 76         | 24        | Gefahr in den Bergen         | 5. Juni 2004       |
| 77         | 25        | Das Reich der Drachen        | 12. Juni 2004      |
| 78         | 26        | Das verlorene Amulett        | 19. Juni 2004      |